# UFC 250
UFC 250: Nunes vs. Spencer foi um evento de MMA produzido pelo Ultimate Fighting Championship no dia 6 de junho de 2020, no UFC Apex, em Las Vegas, Nevada.

## Background
Uma luta no peso pena feminino entre a atual campeã Amanda Nunes e Felicia Spencer é esperada para servir como luta principal da noite.
Em 30 de maio, uma luta no peso casado entre Evan Dunham e Herbert Burns. Dunham foi anunciada. Both fighters weighed in at 149.5 pounds, making the catchweight.
Em 4 de junho, Ian Heinisch foi removido do card após seu treinador testar positivos para o COVID-19. Entretanto, o treinador de Heinisch foi testado novamente e o resultado deu negativo, liberando Heinisch para lutar.

## Resultados
Nota 1 Pelo Cinturão Peso Pena Feminino do UFC.

## Bônus da Noite
Os lutadores receberam $50.000 de bônus:
- Luta da Noite: Não houve lutas premiadas.
- Performance da Noite:  Aljamain Sterling,  Cody Garbrandt,  Sean O’Malley, e  Alex Perez